# Грабовський Борис Павлович
Грабовський Борис Павлович (26 травня 1901, Тобольськ, Російська імперія — 1966, Фрунзе, Киргизька РСР) — український винахідник, син відомого українського поета-революціонера Павла Арсенійовича Грабовського. Запатентував, реалізував на практиці, продемонстрував електронну систему телебачення, за допомогою якої, вперше в світі, здійснив безпровідну передачу на відстань рухомого зображення.

## Життєпис
Народився у Тобольську, де в царському засланні перебував його батько. Після смерті Павла Грабовського (1902 р.) сім'я переїхала до Одеси, потім — до Харкова, а пізніше — вимушено в глуху тоді Середню Азію. На початку 1917 року Грабовські оселилися в киргизькому селищі Токмак. У 20—х роках Борис навчався у дворічній спеціальній школі в Ташкенті, куди його направили як талановитого хлопця.
Згодом він поступив на підготовчий курс Середньоазіатського університету. У цьому закладі Борис Грабовський одночасно працював лаборантом і займався дослідженнями з фізики. Тут, а потім у Саратові та знову в Ташкенті він почав працювати над питаннями телебачення. Потім Борис Павлович тяжко хворів, а одужавши, переїхав з родиною до Фрунзе, де мешкала його мати.
Працював, закінчив університет, продовжував працювати як винахідник. Побудував малолітражний гелікоптер, трикрилий планер, сконструював прилад для орієнтації сліпих, апарат для глухонімих. Запатентовану ним ідею отримання катодного променя було успішно використано в Інституті електрозварювання. Про це писав йому особисто директор Борис Патон.
І все-таки визнання Бориса Грабовського як винахідника електронного телебачення сталося. 23 грудня 1963 року Борис Грабовський отримав листа з Державного комітету з радіоелектроніки, в якому зазначалося: «Ваш пріоритет на одержання рухомого зображення за допомогою „Апарата для електронної телескопії“ незаперечний, а факт видачі патенту юридично скріплює пріоритет за авторами винаходу».

## Піонери електронного телебачення
Про піонерів телебачення докладно: Історія виникнення телебачення
Доля Б. Грабовського в молоді роки нагадує долю Г. Марконі — занадто молоді, тобто для тих справ які вони вирішували. Вони просто не знали, що це неможливо зробити і тому вони робили це, фанатики своєї ідеї, винахідники, ентузіасти та дуже добрі організатори. Обоє без вищої освіти, але в питаннях їхніх ідей вони були на рівні з вченими. У них обох просто фізично не було часу на навчання. Різниця була в тому, що Г. Марконі для вирішення своїх винахідницьких справ мав практично необмежені фінансові можливості а Б. Грабовський практичну відсутність таких можливостей.
В Ташкентському Середньоазіатському університеті Борис познайомився з професором Г. Поповим. В його науковій бібліотеці були праці Б. Розінга в галузі електронної телескопії з якими ознайомився допитливий юнак. Ідея передачі зображення на відстань надзвичайно його захопила. На початку двадцятих років український винахідник розробляв, констроював та 1923 року виготовив електронну передавальну трубку «Електронний комутатор», за що був нагороджений грошовою премією. На отриману премію Б. Грабовський вирішив відвідати друзів у Харкові та тітку, яка мешкала в Саратові.
Борис дуже хотів навчатися, але знань було не достатньо. Тітка познайомила його з репетитором математики та фізики М. Піскуновим. Згодом вони подружились і Борис ознайомив його зі своєю ідеєю «дальнобачення». Для розробки схемних рішень був залучений радіоаматор, інженер В. Попов. Результатом їхньої спільної роботи став проект телеустановки, яку Борис Грабовський назвав «радіотелефот».
9 листопада 1925 року Б. Грабовський в співавторстві з своїми однодумцями М. Піскуновим та В. Поповим подали документи на патентування повністю електронного ТБ (патент № 5592 отримали 30 червня 1928 року). У цьому їм всіляко допомагав та підтримував автор першої напівелектронної системи телебачення Б. Розінг, до якого звернулись товариші по консультацію. Він посприяв у заводському виготовленні складових частин телефоту. Але робота була виконана неякісно і експеримент по передачі зображення не вдався. М. Піскунов та В. Попов охололи до ідеї створення телефоту та повернулися до своїх справ.
Б. Грабовський повернувся до Ташкенту і захопив своєю ідеєю молодого дослідника — лаборанта Івана Білянського із Середньоазіатської станції зв'язку. Коштів на виготовлення телефоту не було, тому І. Білянський зустрівся з одним із керівників Узбекистану, який зацікавився телефотом. Їм виділили кошти на виготовлення вакуумних приладів: передавальних та приймальних трубок, радіоламп. І знову, в цій справі їм допомагав Б. Розінг. На початку 1928 року Б. Грабовський та його помічник І. Білянський змонтували та налагодили електронне ТБ під назвою «Радіотелефот». Першою картинкою, переданою в сусіднє приміщення на відстань 7 метрів, було рухоме зображення ножиць та руки дружини Б. Грабовського, яка допомагала в проведенні дослідів.
26 липня та 4 серпня 1928 року у Ташкенті відбулась публічна демонстрація ТБ та приймання науковою комісією на чолі з головою, професором університету Златоврацьким. На зеленому екрані приймальної трубки діаметром 20 см спостерігали пішоходів, трамвай, що перетинав площу та обличчя людини, в якому всі впізнали І. Білянського, який здіймав та одягав кашкета, повертав голову, ворушив губами.
Зображення було стійким та чітким, але на нього час від часу накладались чорно — білі смуги, як результат впливу іскрових завад від електричного та автомобільного транспорту. Безпровідне передавання рухомих зображень здійснювалось на відстані десятків метрів. Це вперше у світі, «у прямому ефірі» за допомогою безпровідного електронного методу, транслювалося рухоме зображення. Проведені досліди були зафіксовані кінохронікою.

## «Детективна» складова долі радіотелефоту
Борисові Грабовському було запропоновано продемонструвати апаратуру в Москві. Всі пристрої були ретельно запаковані та відправлені багажем. Але за якоюсь невизначеною причиною багаж до Москви прямував через Далекий Схід. Після його отримання виявилось, що вся апаратура була вщент розтрощена. Винних не знайшли: залізниця обвинувачувала зовнішніх перевізників, а ті залізницю.
Всі документи, що стосувалися телефоту у Б. Грабовського забрали і не віддали: робочі журнали, щоденники, розрахунки, схеми та інші документи. Була створена комісія, що складалась з прихильників електромеханічного телебачення і яка назвала телефот безперспективним. В Ташкент послали листа в якому звинувачували розробників телебачення в марнотратстві та брехні.
Б. Грабовський звернувся до керівництва Узбекистану по допомогу в замовленні нових вакуумних складових до телефоту на німецькій фірмі «Телефункен» та отримав на це згоду. Але коли Б. Грабовський звернувся до органів НКВС за отриманням закордонного паспорту то отримав відмову. Не допомогло в цій справі навіть сприяння керівництва Узбекистану. У 1931 році Борис Грабовський намагався ще раз переконати всіх у доцільності свого винаходу, але марно.

## Вшанування пам'яті
У 1965 р. Борису Грабовському було присвоєно звання заслуженого винахідника Узбекистану.
У 1977 році в Ташкенті засновано Музей електронного телебачення імені Бориса Грабовського.
У Тюменському індустріальному інституті є музей імені Бориса Грабовського.
У селі Пушкарному (тепер Грабовському) на Сумщині є музей імені Бориса Грабовського.
У Вінницькому національному технічному університеті на факультеті радіоелектроніки на початку 2000-х була створена фотогалерея видатних вчених — піонерів радіо з описом їх досягнень. Українські вчені М. Д. Пильчиков та Б. П. Грабовський представлені разом з Максвелом, Герцом, Марконі, Тесла, Поповим.